# 上海福音书房
上海福音书房（英語：Shanghai Gospel Bookroom）是1927年－1958年间上海一个基督教出版机构，专门出版倪柝声的著作。
上海福音书房的编辑主要是李渊如。
上海福音书房的前身可以追溯到1924年倪柝声首创的福州罗星塔福音书房，1927年倪柝声定居上海以后，将福音书房一并迁往上海，改名上海福音书房。上海福音书房在1928年－1948年期间一直在哈同路（今铜仁路）240弄文德里26号；1948年底1949年初迁往南阳路145号新建的大会所，文德里原址仍为福音书房编辑部。
1950年代初，李渊如负责的上海福音书房加快了出版速度。
上海福音书房一直存在到1958年中国大陆基督教开始联合礼拜的前夕。（倪柝声已于1952年被捕，在1956年公开判决）
上海福音书房先后出版过百余种书报（绝大部分都是倪柝声的著作），对于地方教会在各地的兴起和坚固，所起的作用不可低估。倪柝声著作的内容比较集中在两个方面：信徒内裡属灵生命的功课，和地方教会的事奉与见证。其中最著名的书籍包括《属灵人》、《正常的基督徒生活》、《工作的再思》、《人的破碎与灵的出来》、《圣洁没有瑕疵》等。此外曾出版过少数译作，包括俞成华翻译的《馨香的没药》和唐守临编译的《荒漠甘泉》。
台湾福音书房是1949年李常受受倪柝声差遣前往台湾开展工作后创办的，专门出版倪柝声与李常受二人的著作。